# كوتليون

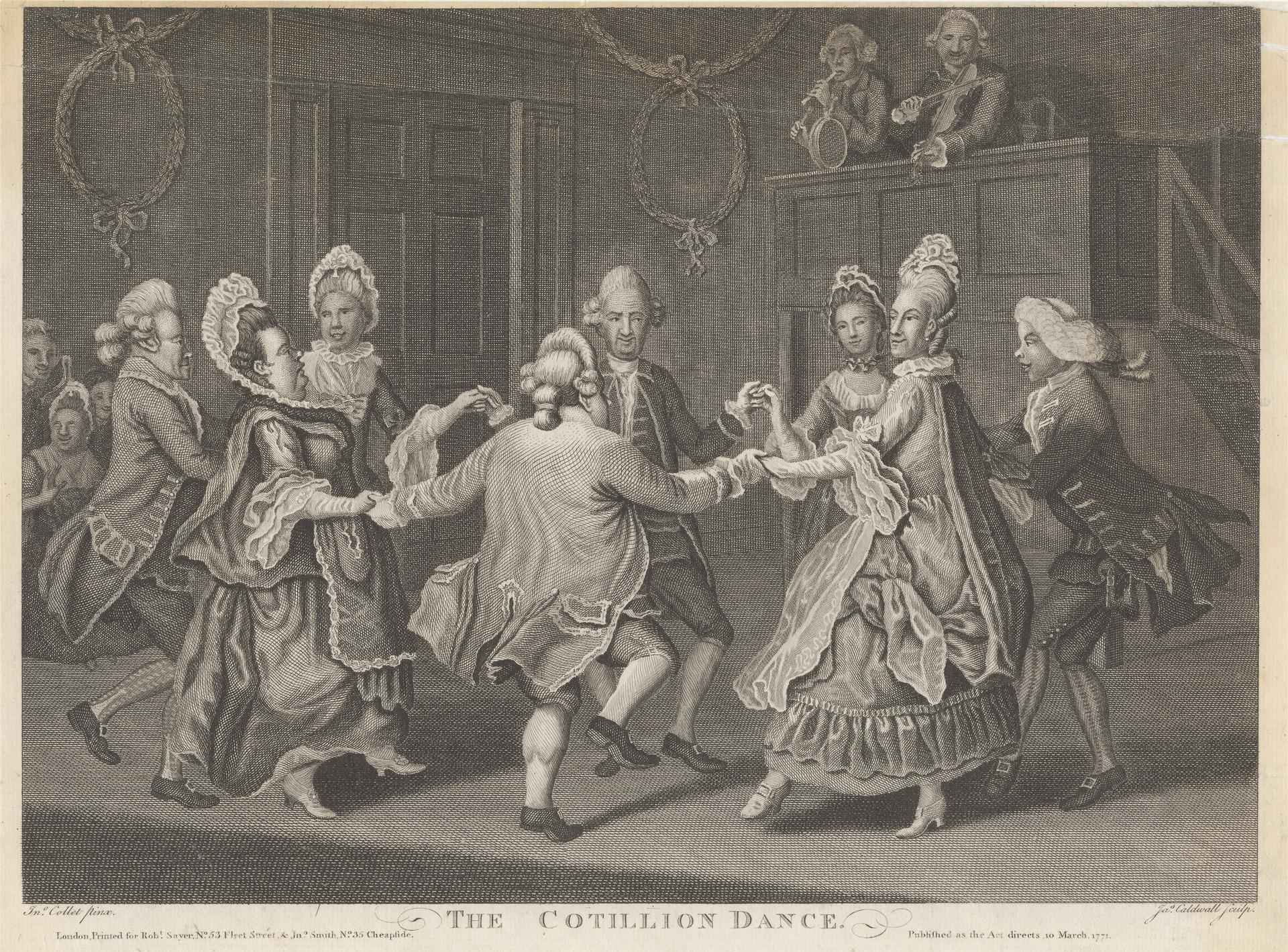

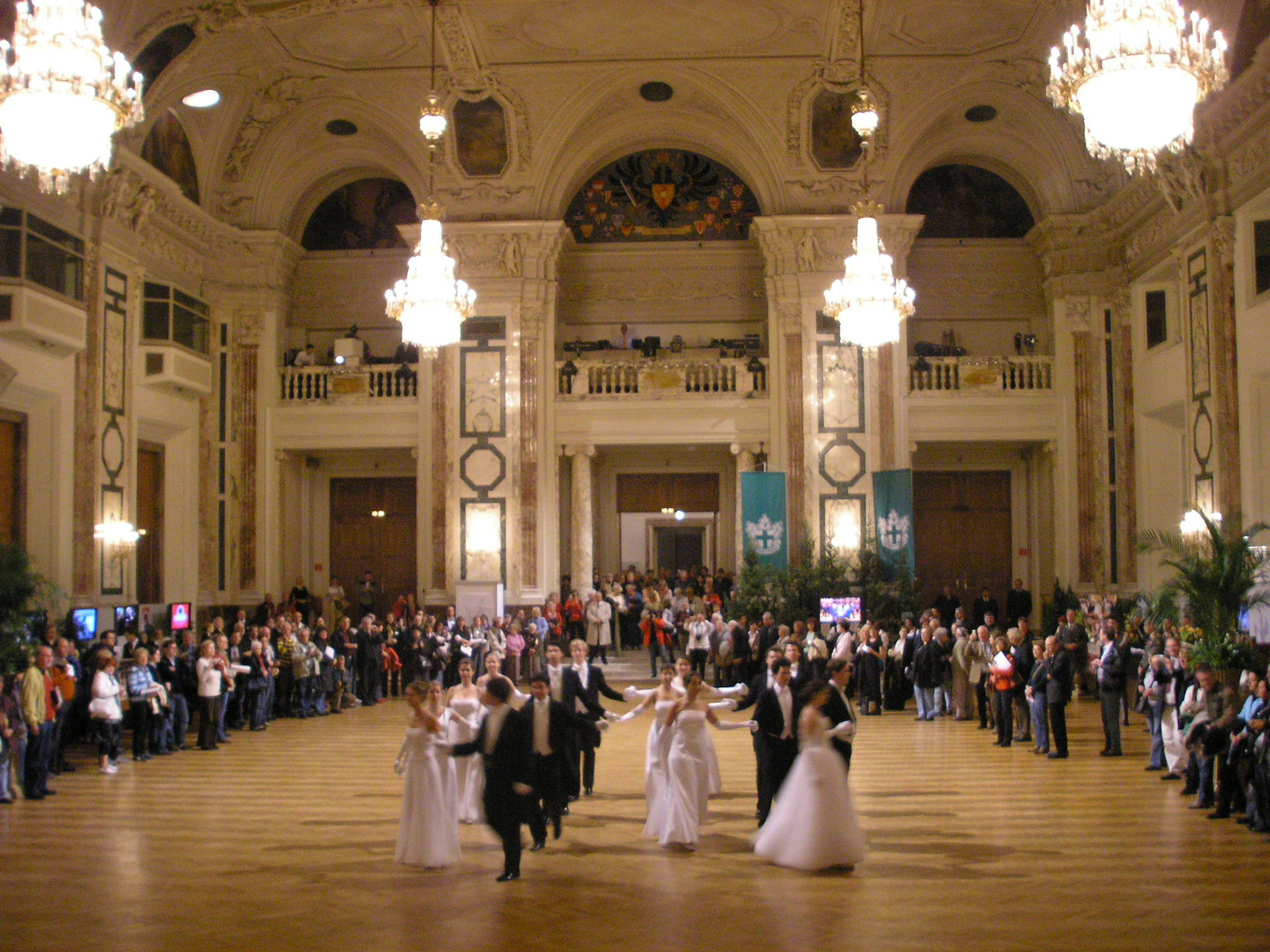

الكُوتَليون أو رقصة الريف الفرنسي هي رقصة اجتماعية شاعت في القرن الثامن عشر في أوْرُبَّة وأمريكة الشمالية. كانت في الأصل مخصصة لأربعة أزواج في شكل مربع وكانت نسخة محكمة من رقصة ريفية إنجليزية ، وسابقة رقصة الكُوَدريل ، وفي الولايات المتحدة رقصة المربعات.